# (266646) Zaphod
(266646) Zaphod est un astéroïde de la ceinture principale.

## Description
(266646) Zaphod est un astéroïde de la ceinture principale. Il fut découvert le 28 septembre 2008 à Charleston dans l'Illinois par l'Observatoire de recherche astronomique. Il présente une orbite caractérisée par un demi-grand axe de 2,78 UA, une excentricité de 0,14 et une inclinaison de 3,7° par rapport à l'écliptique.

## Compléments